# 야마하 YZR-M1
야마하 YZR-M1(영어: Yamaha YZR-M1)은  MotoGP 시리즈에 참가하기 위해 야마하 발동기에서 2002년에 개발했던 4행정 모터사이클이다.